# 成纤维细胞生长因子
成纤维细胞生长因子（fibroblast growth factor，FGF）是由巨噬细胞产生的细胞信号蛋白质家族，其参与多种过程，尤其是作为动物细胞正常发育的关键元素。这些生长因子通常以全身或局部循环胞外来源分子的角色来激活细胞表面受体。
无脊椎动物以及脊椎动物体内都已发现FGF的存在。FGF在脊椎动物之间具有很强保守性，脊椎动物中已发现FGF家族的20多个蛋白质，其分子量介于17到34kDa之间。FGF与其受体成纤维细胞生长因子受体FGFR之间的作用需要靠硫酸乙酰肝素激活。
在胚胎發育中，FGF参与细胞的增殖、迁移以及分化。在成体中FGF则参与组织修复以及对受伤的反应等过程。另外，不正常表达的FGF可能诱发癌症。